# Muurahaissaari (ö i Päijänne-Tavastland, Lahtis, lat 61,06, long 25,76)
Muurahaissaari är en ö i Finland. Den ligger i sjön Arkiomaanjärvi och i kommunen Hollola i den ekonomiska regionen  Lahtis ekonomiska region  och landskapet Päijänne-Tavastland, i den södra delen av landet, 110 km norr om huvudstaden Helsingfors. Öns area är 1,8 hektar och dess största längd är 180 meter i sydväst-nordöstlig riktning.